# Santuário de Nossa Senhora da Penha de França
Situado no topo da Penha de França (El Cabaco, província de Salamanca, Espanha), o Santuário de Nossa Senhora da Penha de França é regido por padres dominicanos.
É o santuário Mariano em altitude mais elevada do mundo.
O intelectual católico francês Maurice Legendre influenciou a recuperação do santuário. Em 1934 organizou uma peregrinação para marcar o quinto centenário da descoberta da imagem. Legendre foi enterrado na nave da respectiva igreja.

## Bibliografia

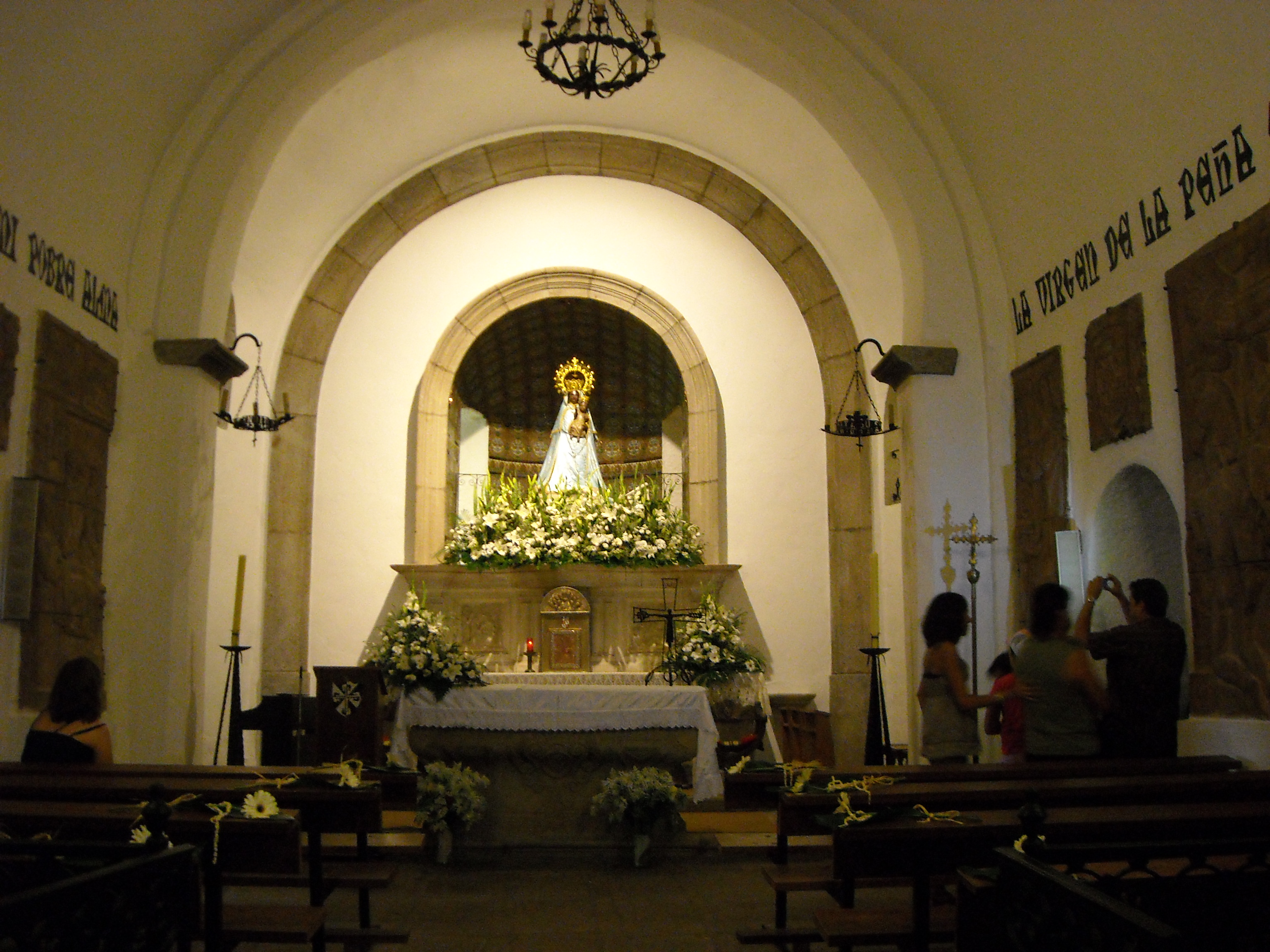
Santuário da Penha de França - El Cabaco Salamanca, Espanha). Dentro.
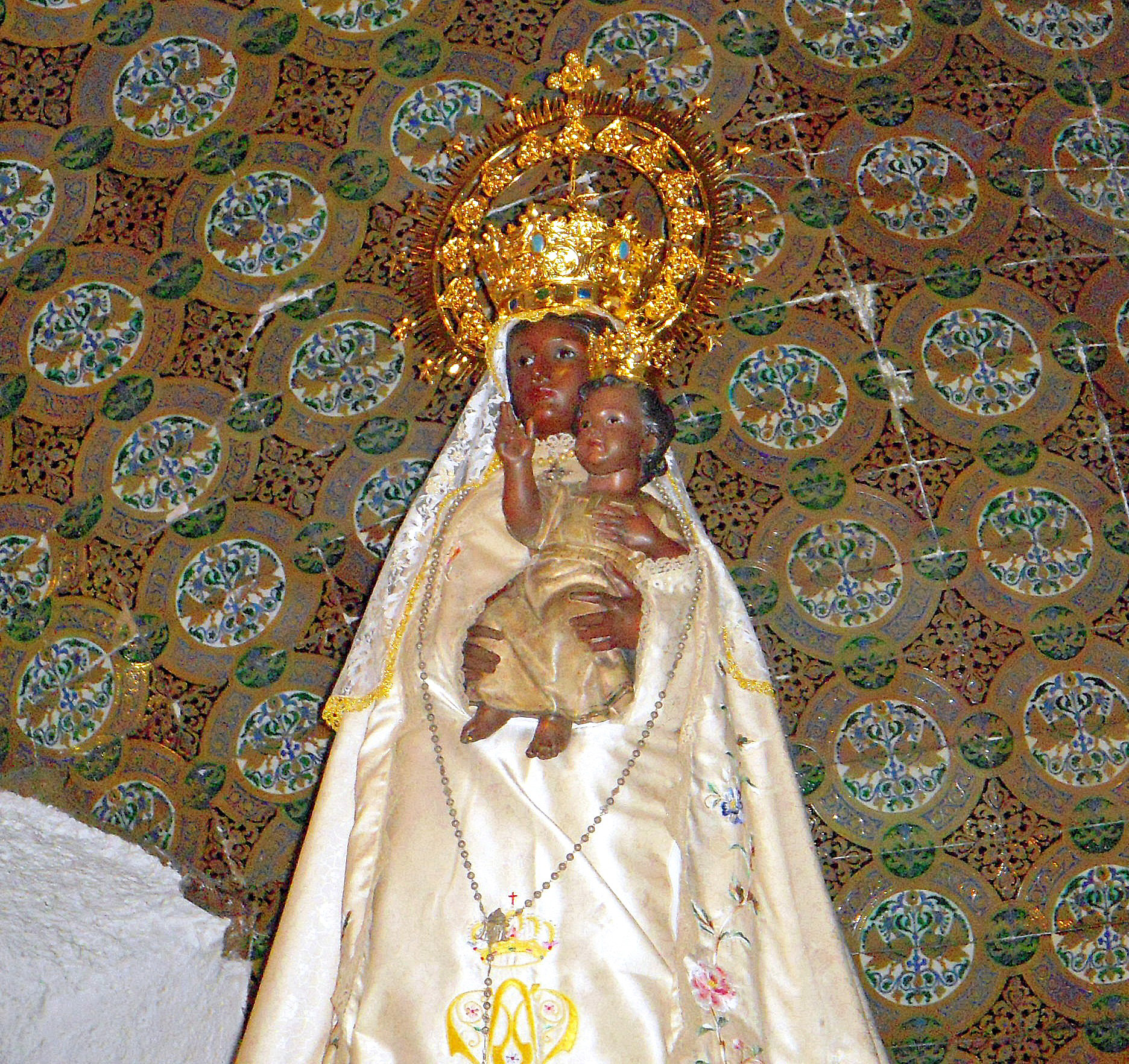
Nossa Senhora da Penha de França. Santuário da Penha de França (El Cabaco, Salamanca, Espanha).
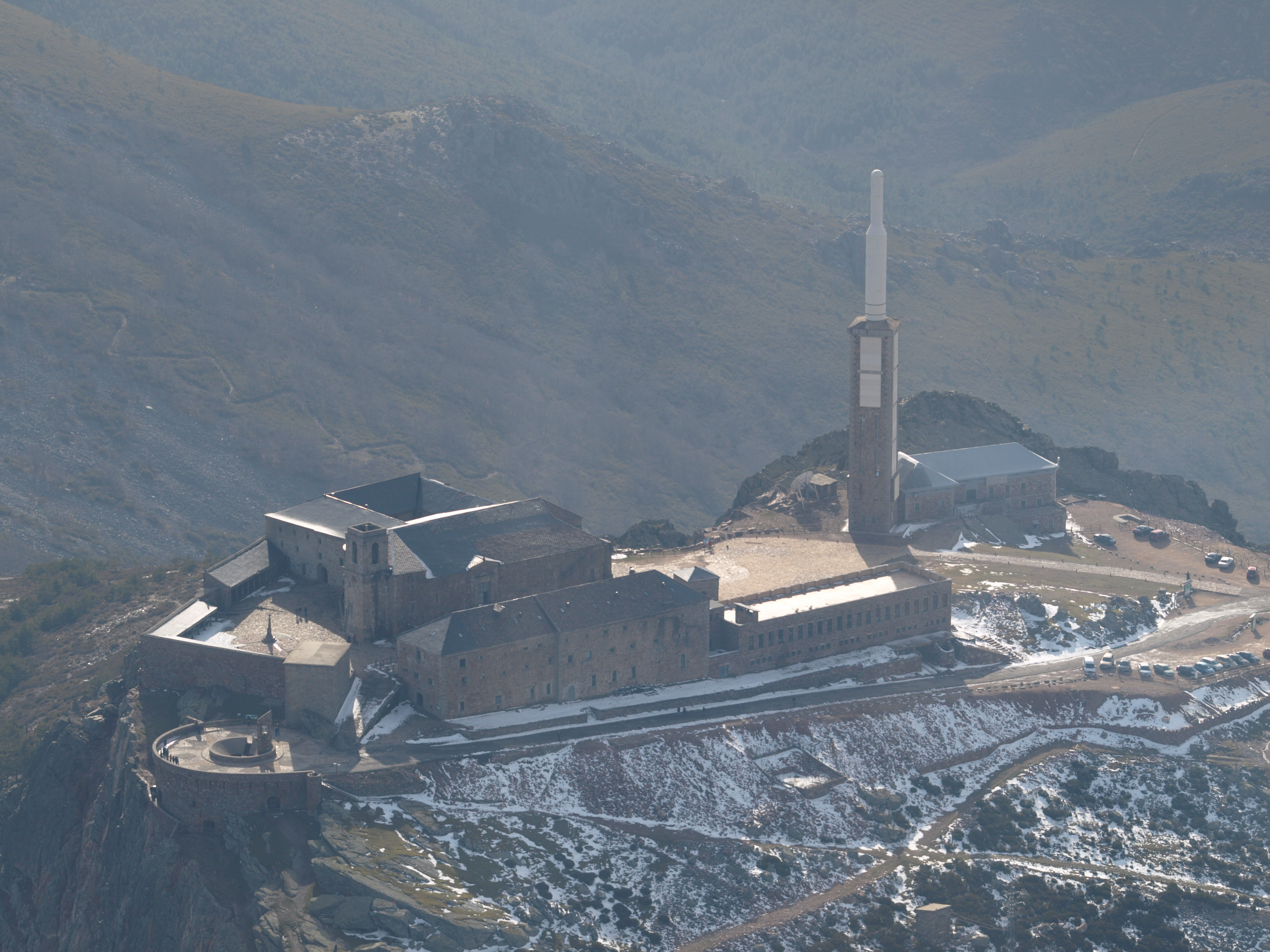
Santuário da Penha de França - Vista aérea do topo da Penha de França, com o santuário, o hospedaria e o repetidor de telecomunicações.